# Pogonatum microstomum
Pogonatum microstomum là một loài Rêu trong họ Polytrichaceae. Loài này được (R. Br. ex Schwägr.) Brid. miêu tả khoa học đầu tiên năm 1827.